# Jacebanes
Jacebanes (llamada oficialmente Santiago de Xacebáns) es una parroquia y un lugar del municipio español de Quintela de Leirado, en la provincia de Orense, Galicia.

## Toponimia
La parroquia también es conocida por los nombres de Santiago de Jacebanes y San Pedro de Xacebas.

## Organización territorial
La parroquia está formada por dos entidades de población:
- Retortoiro
- Xacebáns

## Demografía

### Parroquia
| Gráfica de evolución demográfica de Jacebanes (parroquia) entre 2000 y 2023 |
|                                                                             |
| Datos según el nomenclátor publicado por el INE.                            |

### Lugar
| Gráfica de evolución demográfica de Xacebáns (lugar) entre 2000 y 2023 |
|                                                                        |
| Datos según el nomenclátor publicado por el INE.                       |